# Plaza de América (Sevilla)

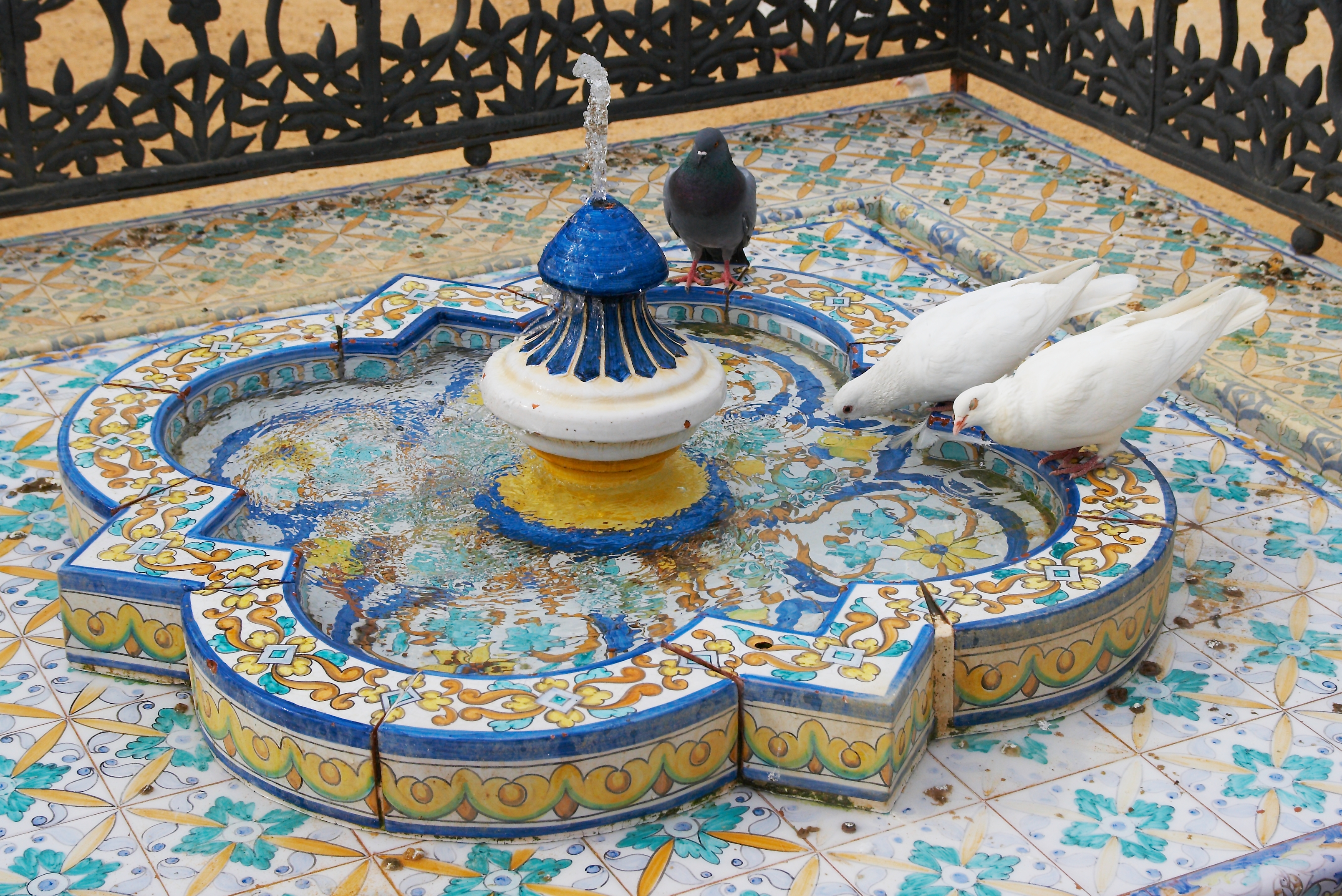
Palomas bebiendo en una de las fuentes

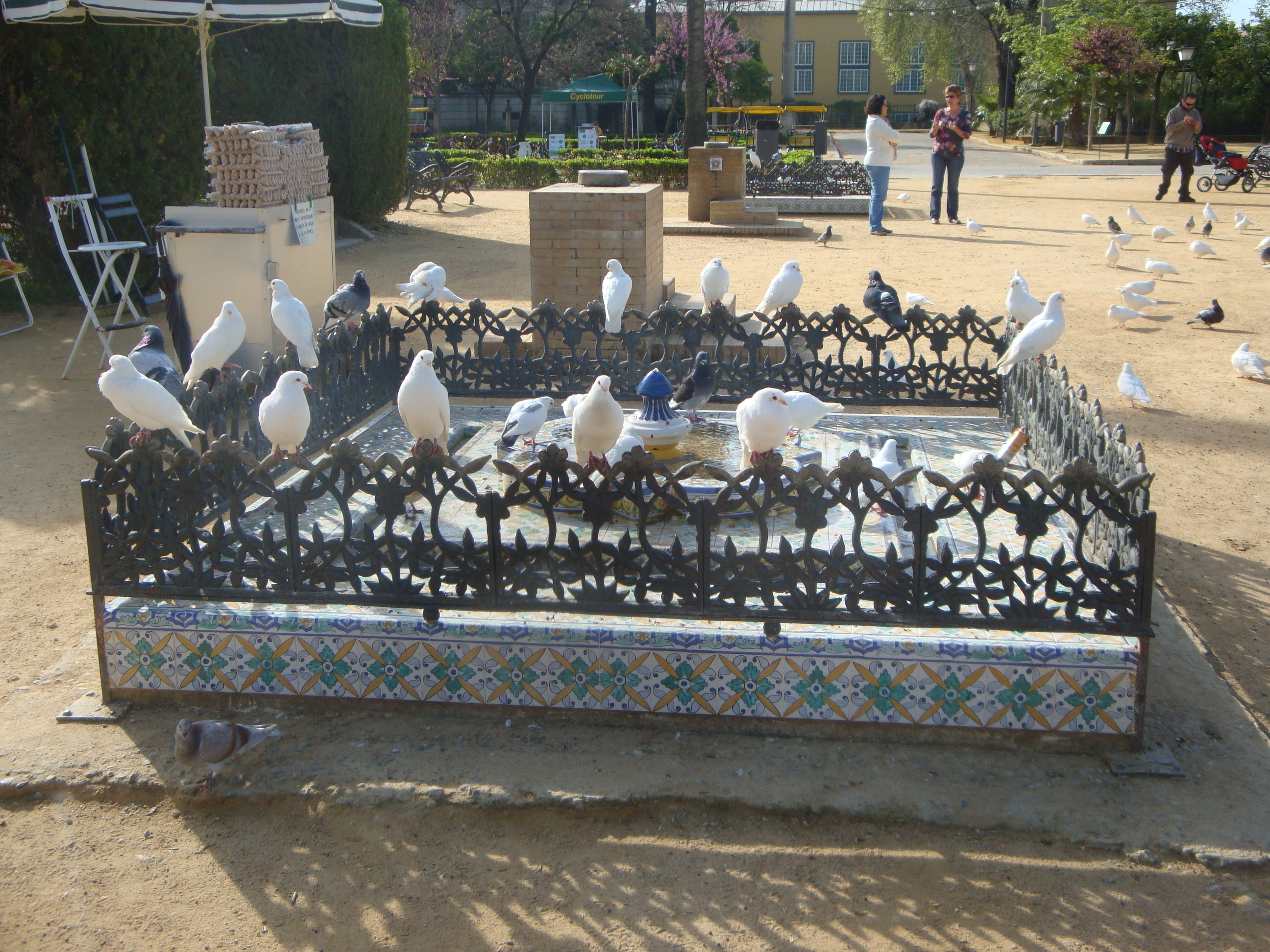
Palomas blancas en la plaza de América

La Plaza de América es un espacio ajardinado de la ciudad española de Sevilla situado en el interior del Parque de María Luisa. Se encuentra flanqueada por el Museo de Artes y Costumbres Populares (de estilo neomudéjar) al norte, el Museo Arqueológico (de estilo neorrenacentista) al sur, el Pabellón Real (de estilo neogótico) al este.

## Descripción
Los tres edificios mencionados que se encuentran la plaza fueron construidos por el arquitecto Aníbal González entre 1913 y 1916 para la futura Exposición Iberoamericana de 1929, cada uno tiene un estilo arquitectónico distinto. También forman parte de la plaza la glorieta de Miguel de Cervantes, adornada con cerámicas que recuerdan su obra Don Quijote de la Mancha, así como la de Rodríguez Marín.
Rodea el conjunto una serie de columnas unidas por cadenas con globos de luz, y que sostienen victorias aladas debidas a las gubias de Manuel Delgado Brackembury y Lorenzo Coullaut Valera.
El 7 de abril de 1926, tras una cena en el Pabellón Real, tuvo lugar una fiesta en la Plaza donde el Rey Alfonso XIII pronunció un emotivo discurso sobre la importancia de que Sevilla fuera el centro económico del Sur de España y sobre la necesidad de volcarse con la Exposición de Sevilla, añadiendo la siguiente proclama al finalizar:

Al señor Alcalde de Sevilla, le ruego que en mi nombre de las gracias a la ciudad por la cariñosa acogida que nos ha dispensado. Decid a los sevillanos que si un Rey Alfonso dió a Sevilla el galardón de que en su escudo pusiera la frase "No me ha dejado", otro Rey Alfonso dice que él nunca dejará a los sevillanos".

Al sur existe una zona que tiene habilitados puestos con comida para pájaros, por lo que esta zona ha logrado el sobrenombre de "plaza de las palomas" o "parque de las palomas". 

## Rodajes
Aquí se han rodado escenas de la película El viento y el león (1975) y del episodio Mou Mou (2022) de la quinta temporada de la serie The Crown, de Netflix.

### Edificios y glorietas en la plaza de América
- Pabellón Real
- Glorieta de Cervantes
- Glorieta de Rodríguez Marín
- Museo de Artes y Costumbres Populares (Pabellón Mudéjar)
- Museo Arqueológico
- Fuentes de las Palomas
- Glorieta de la Mesa Mural
- Glorieta del Reloj
- Glorieta Virgen de los Reyes